# سونات پیانو شماره ۲ (شوپن)
سونات پیانو شمارهٔ ۲ در سی بمل مینور، اپوس. ۳۵، یک سونات پیانو در چهار موومان اثر آهنگساز لهستانی، فردریک شوپن است. شوپن این اثر را در سال ۱۸۳۸ به پایان رساند، زمانی که در عمارتِ ژرژ ساند در نوهانت، حدود ۲۵۰ کیلومتری (۱۶۰ مایلی) جنوب پاریس، زندگی می‌کرد. این اثر که به مارش عزا و یا ترانهٔ مرگ شهرت یافت، معروفترین سونات شوپن است. اکثر نظرات منتقدان که در قرن نوزدهم و پس از انتشار اثر نوشته شد، منفی بود. در حالی که سونات پیانو شمارهٔ ۲ به سرعت در بین عموم محبوبیت پیدا می‌کرد، در ابتدا، واکنش منتقدان به آن با تردید همراه بود. اما با گذشت زمان، منتقدان این اثر را یک «شاهکار» خواندند. این اثر بر انواع آهنگ‌های کلاسیک و غیرکلاسیک تأثیر گذاشت و اکنون یکی از مهم‌ترین سونات‌های پیانو در تاریخ موسیقی محسوب می‌شود.
موومان اول این اثر در سی بمل مینور و در فرم سونات است که «بیانگر مبارزۀ مرگ و زندگی» است. موومان دومش یک اسکرتسو در می بمل ماژور است که با ملودی ساده و احساسی خود، کیفیتی آوازگونه دارد. سومین موومان آن یک مارش عزا و از قطعات معروفِ شوپن است که حداقل دو سال قبل از بقیهٔ موومان‌های این اثر ساخته شده است و به خودی خود به‌عنوانِ یکی از محبوب‌ترین ساخته‌های شوپن باقی مانده است. موومان چهارم یا «فینال کوتاه»، در سی بمل مینور با فرم دوتاییِ «نسبتاً ساده» است که «احساسات پر‌اضطراب و آشفتۀ شوپن» را بیان می‌کند. اجرای سونات دوم شوپن معمولاً بین ۲۱ تا ۲۵ دقیقه طول می‌کشد.
این اثر توسط پیانیست‌های متعددی ضبط شده و مرتباً در برنامهٔ کنسرت‌ها و مسابقات پیانو قرار داده می‌شود. مارش عزا در تنظیم‌های بی‌شمارِ دیگری وجود دارد و در مراسم تشییع جنازه در سراسر جهان (از جمله مراسم خاکسپاری جنازهٔ خودِ شوپن)، جان اف کندی، وینستون چرچیل، مارگارت تاچر و دیگران، اجرا شده است و به یک نمونۀ یادآوری از مرگ تبدیل شده است.

## تاریخچه
شوپن سونات پیانو شماره ۲ (اپوس. ۳۵) را در سال ۱۸۳۸ ساخت، هنگامی که در جزیرهٔ مایورکا اقامت داشت (۸ نوامبر ۱۸۳۸ تا ۱۳ فوریه ۱۸۳۹)؛ جایی که به اتفاق ژرژ ساند (معشوقه‌اش) و به امید بهبودی شوپن، روزگار سختی را گذراندند. این اثر در زمانی نوشته شد که فرم سونات تسلط فوق‌العادهٔ خود را از دست داده بود. در حالی که سونات‌های بتهوون و موتسارت بخشِ قابل‌توجهی از خروجیِ آهنگسازی آنها را تشکیل می‌دادند، این در مورد نسل بعدیِ آهنگسازان (موسیقی رمانتیک) صِدق نمی‌کند: فرانتس لیست از میان ده‌ها آهنگ، فقط دو سونات ساخته است. روبرت شومان هفت یا هشت (اگر شامل «فانتزی در دو ماژور»، اپوس. ۱۷ باشد) سونات دارد و فلیکس مندلسون سیزده سونات نوشته بود. شوپن علاوه بر «سونات پیانو شماره ۲»، تنها سه سونات دیگر نوشت: سونات پیانو شماره ۱، در دو مینور (اپوس. ۴)، که در سن هجده سالگی تصنیف شد؛ سونات پیانو شماره ۳، در سی مینور (اپوس. ۵۸) و سونات برای پیانو و ویولنسل، در سل مینور (اپوس. ۶۵).
ریشه‌های آهنگسازی سونات پیانو شماره ۲ (اولین سونات پیانویِ کاملِ شوپن)، بر موومان سوم آن، مارش عزا  متمرکز است، یک مارش خاکسپاری که بسیاری از محققان معتقدند در سال ۱۸۳۷ نوشته شده است. با این حال، جفری کالبرگ (موسیقی‌شناس آمریکایی) معتقد است که چنین نشانه‌هایی به دلیل یک نسخه خطی دست‌نویس از هشت میزانِ موسیقی در ر بمل ماژور با علامتِ کانتابیله لنتو است که ظاهراً به‌عنوان هدیه‌ای به یک گیرندهٔ ناشناس نوشته شده است. این نسخۀ خطی که تاریخ ۲۸ نوامبر ۱۸۳۷ را دارد، بعداً بخشی از تریوِ مارش عزا شد. با این حال، کالبرگ معتقد است که این نسخۀ خطی ممکن است به‌عنوان آغازِ تلاش قبلی برای یک موومان آهستۀ متفاوت در نظر گرفته شده باشد، نه بخشی از مارش عزا، و می‌نویسد: «برای شوپن غیرمعمول بود که نسخۀ خطی را اگر شامل یک قطعه کامل نبود، هدیه دهد، حداقل ابتدای آن را برای اهدا، نقل نمی‌کرد»، همان‌طور که تقریباً در تمامیِ نسخه‌های خطی دیگر، این کار را کرد. او همچنین اظهار می‌کند که تنظیم چهاردستی جولیان فونتانا (پیانیست لهستانی و دوست شوپن) از مارش عزا، ممکن است با یک سونات پیانوی رها‌شده برای چهار دست که شوپن در سال ۱۸۳۵ نوشت، مرتبط باشد، که در ابتدا قرار بود به‌عنوان اپوس ۲۸ او منتشر شود (که در عوض به ۲۴ پرلود، اپوس ۲۸ اختصاص داده شد)؛ بنابراین، کالبرگ احتمالی را مطرح می‌کند که در واقع موومان سوم ممکن است به جای تاریخ پذیرفته‌شدهٔ ۱۸۳۷، به سال ۱۸۳۵ برگردد.
مدتی پس از نوشتنِ مارش عزا، شوپن موومان‌های دیگر را ساخت و تا سال ۱۸۳۹، کُلِ سونات را تکمیل کرد. شوپن در نامه‌ای در ۸ اوت ۱۸۳۹، خطاب به دوستش فونتانا نوشت:
همان‌طور که از قبل اطلاع داشتید، اینجا یک سونات در سی بمل مینور می‌نویسم که شامل مارش هم خواهد بود. یک آلگرو، سپس یک اسکرتسو در می بمل مینور، با مارش و یک فینالِ کوتاه، حدودِ سه صفحه از دست‌نوشته‌ام وجود دارد. دست چپ و راست بعد از مارش در اونیسون با هم برخورد می‌کنند … پدرم نوشته است که سونات قدیمی من (در دو مینور، اپوس. ۴) توسط توبیاس هاسلینگر (آهنگساز اتریشی و ناشر موسیقی) منتشر شده است، و منتقدان آلمانی آن را تحسین می‌کنند. از جمله آنهایی که در دست شما است، اکنون شش نسخه خطی دارم. قبل از اینکه ناشران آنها را مفت و مجانی به دست آورند، نفرین شدنشان را خواهم دید.
انتشار غیرمجاز سونات اولیهٔ دو مینور توسط هاسلینگر (او برخلاف میل آهنگساز، تا آنجا پیش رفته بود که اثر را حکاکی کرده و اجازه انتشار آن را داده بود) ممکن است شتابِ شوپن را برای انتشار سونات پیانو افزایش داده باشد، این می‌تواند دلیلی باشد که چرا شوپن موومان‌های دیگر را به مارش عزا اضافه کرد تا یک سوناتِ کامل تصنیف کند. این اثر در تابستان ۱۸۳۹ در نوهانت نزدیکِ شاتورو، در فرانسه به پایان رسید، و در ماه مه ۱۸۴۰، در لندن، لایپزیگ و پاریس منتشر شد. سونات پیانو شمارهٔ ۲، تقدیم‌نامه‌ای نداشت.

## فرم و ساختار
سونات شامل چهار موومان است:
I. گراو (2
2)، در سی بمل مینور – سی بمل ماژور
II. اسکرتسو: (3
4)، در می بمل ماژور با تریو و پایان، هر دو در سل بمل ماژور
III. مارش عزا: لنتو (4
4)، در سی بمل مینور با یک تریو در ر بمل ماژور
IV. فینال: پِرِستو (2
2)، در سی بمل مینور

### موومان‌ها

#### موومان اول
زمان: ۵ تا ۷ دقیقه
موومان اول در فرم سونات اصلاح‌شده، در سی بمل مینور و میزان‌بندی (۲/۲) است. این قسمت مانند سونات‌های بتهوون، با یک «تم هیجانی» و یک «تم غمگین»، بیانگر مبارزۀ مرگ و زندگی است. موومان با یک مقدمه در چهار میزان با علامت گراو، در گام ماژور نسبی (ر بمل ماژور)، آغاز می‌شود. پس از آن تمپو به موویمنتو دوپیو، و گامِ تونیک تغییر یافته و معرفی یک فیگور همراهی‌کننده در باس با حالتی هیجانی را در پی دارد. چهار میزان بعد (م. ۹) «تم اول» با حالتِ آجیتاتو (هیجانی) وارد می‌شود و به دنبال آن، ورود «تم دوم» با علامت پیانو و سوستنوتو مشخص می‌شود. در آغازِ بخش بسط و گسترش، تمامی تم‌های معرفی‌شده در اکسپوزیسیون، ظاهر می‌شوند. سپس در ادامه، یک تمِ ظاهراً جدید، که در واقع معکوسِ بخشی از «تم دوم» است، معرفی می‌شود. در اوجِ بسط و گسترش، شوپن سه عنصر را به‌طور همزمان بدین صورت ترکیب می‌کند: موتیف‌های مقدمه (گراو) و تم اصلی به ترتیب در صدای باس و زیر، با تریوله‌های حلقه‌وار در وسط. در بازگشایش، بخش اصلی که حاوی «تم اول» بود، بازنمی‌گردد، احتمالاً در اینجا، شوپن از «فرم سوناتِ دوتایی» قدیمی‌تر که نمونه‌ای از سونات‌های (برای کیبورد) دومنیکو اسکارلاتی بود، الهام گرفته است؛ در عوض و به جای آن، فقط «تم دوم غنایی» در ماژور موازیِ تونیک (سی بمل ماژور)، بازمی‌گردد. موومان با یک «استرتو» درخشانِ ۱۲ میزانی که این ۱۲ میزان کدا را نیز تشکیل می‌دهد، با سه آکوردِ سی بمل ماژور، با علامت fff، خاتمه می‌یابد.

##### تکرار اکسپوزیسیون
وقتی این سونات در سال ۱۸۴۰ در سه شهر پاریس، لایپزیگ و لندن منتشر شد، نسخه‌های لندن و پاریس تکرار اکسپوزیسیون را از همان ابتدای موومان (در بخش «گراو») نشان دادند. با این حال، نسخهٔ لایپزیگ این تکرار را از بخش «موویمنتو دوپیو» طراحی کرد. اگرچه نسخهٔ انتقادی منتشرشده توسط برایتکپف و هرتل (که توسط فرانتس لیست، کارل راینکه و یوهانس برامس ویرایش شده است) تکرار را مشابه نسخه‌های اولِ لندن و پاریس نشان می‌دهد، اما تقریباً همه نسخه‌های قرن بیستم از این نظر مشابه نسخهٔ لایپزیگ هستند. چارلز روزن (پیانیست و نویسنده آمریکایی) استدلال می‌کند که تکرار اکسپوزیسیون به شیوه‌ای که در نسخهٔ لایپزیگ انجام شده، یک خطای جدی است و می‌گوید که این کار «از نظر موسیقی غیرممکن» است زیرا کادانس ر بمل ماژور (که اکسپوزیسیون را به پایان می‌رساند) را با فیگور همراهیِ سی بمل مینور قطع می‌کند.

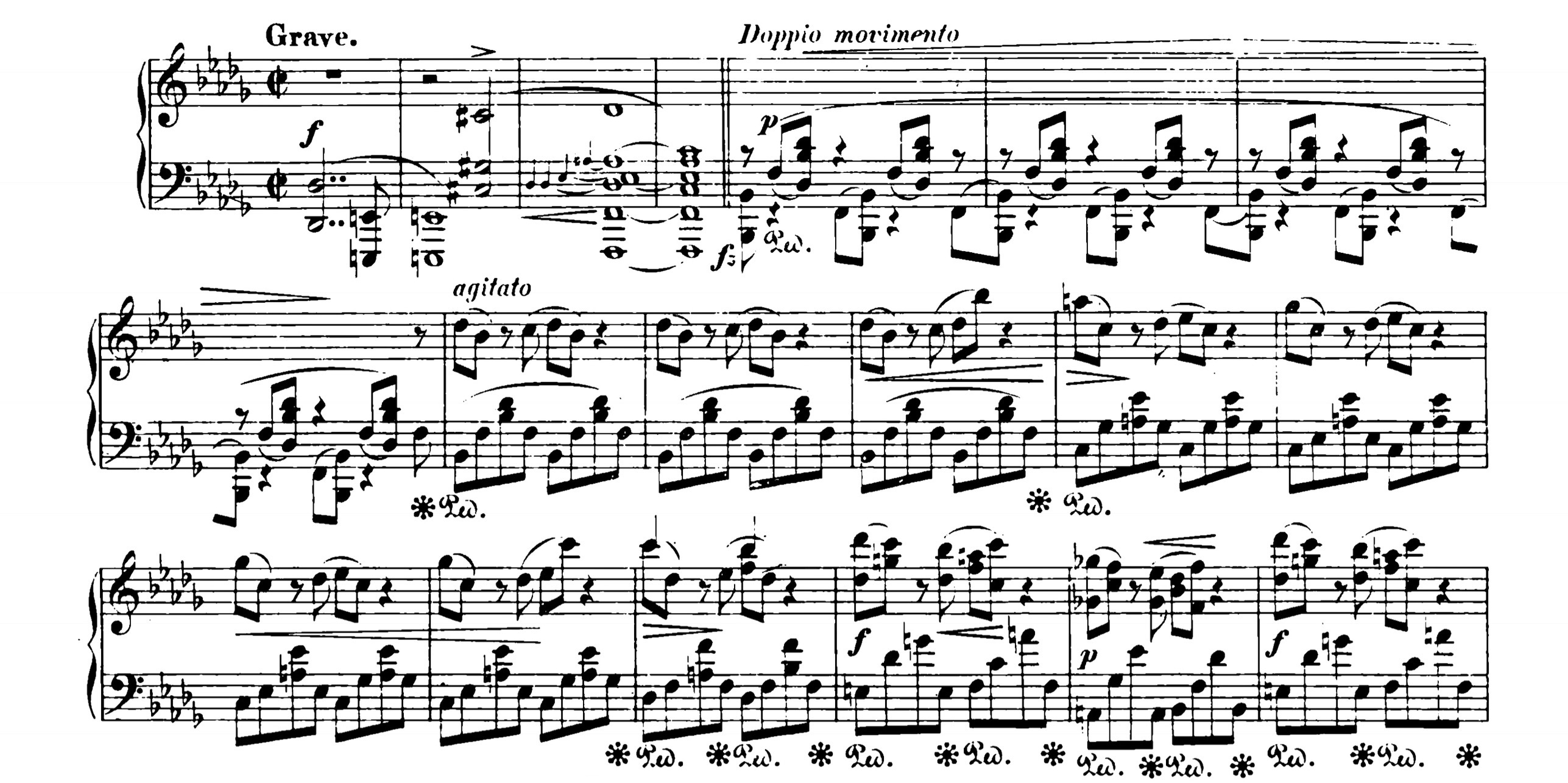
نسخۀ برایتکپف و هرتل ویرایش‌شده توسط یوهانس برامس (۱۸۷۸). این نسخه فاقد علامت تکرار از قسمت «موویمنتو دوپیو» است و بنابراین نشان می‌دهد که تکرار اکسپوزیسیون باید از «گراو» شروع شود.

ادوارد تونر کان (تئوریسین و آهنگساز آمریکایی) موافق است و تکرار از بخش «موویمنتو دوپیو» را «مزخرف» می‌نامد. با این حال، آناتول لیکین (موسیقی‌شناس آمریکایی) از حذف «گراو» در تکرارِ اکسپوزیسیون حمایت می‌کند و تا حدی به این نکته اشاره می‌کند که نسخهٔ کامل کارول میکولی در سال ۱۸۸۰ از آثار شوپن، حاوی یک علامت تکرار پس از «گراو» در موومان اولِ «سونات پیانو شماره ۲» بود. میکولی از سال ۱۸۴۴ تا ۱۸۴۸ شاگرد شوپن بود و همچنین درس‌هایی را که شوپن به سایر شاگردان می‌داد (از جمله برای کسانی که این سونات برایشان تدریس می‌شد) از مشاهدات خود یادداشت‌های گسترده‌ای برداشته بود.
در بیشتر ضبط‌های تجاری، «گراو» را در تکرارِ اکسپوزیسیون حذف می‌کنند، از جمله ضبط‌های: مارتا آرخریچ، ولادیمیر اشکنازی، آرتورو بندتی میکلانجلی، آندری گاوریلوف، هلن گریمود، ویلهلم کمپف، کریستیان زیمرمن، ماری پرایا، مائوریتسیو پولینی و یوجا وانگ. با این حال در میان دیگران، ضبطِ مائوریتسیو پولینی در سال ۲۰۰۸ و ضبط میتسوکو اوچیدا، تکرار را از «گراو» آغاز می‌کنند. ضبط‌های دیگری از جمله دانیل بارنبویم، سئونگ جین چو، ولادیمیر هوروویتس، یوگینی کیسین، سرگئی راخمانینف، آرتور روبینشتاین و خاتیا بونیاتیشویلی، به‌طور کلی تکرارِ اکسپوزیسیون را حذف می‌کنند.

### موومان دوم
زمان: ۶ تا ۷ دقیقه

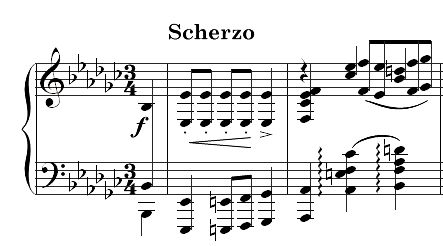
شروع موومان اسکرتسو

موومان دوم یک اسکرتسو در می بمل ماژور و میزان‌بندی (3/4) بدون هیچ نشانه‌ای از تمپو است. آناتول لیکین معتقد است که عدم وجود نشانه‌ای از تمپو را می‌توان با شباهت‌های نزدیک این موومان و بخش پایانیِ موومان اول، از جمله فراوانی اکتاوها و آکوردهای تکراری در هر دو موومان و عبارت‌های کادانس یکسان، توضیح داد؛ بنابراین، عدم وجود نشانه‌ای از تمپو ممکن است نشان دهد که هیچ تمپوی جدیدی وجود ندارد، بلکه صرفاً تغییر نت‌نویسی (از تریوله به متر 3/4) است.
موومان دوم در فرم مرسومِ «اسکرتسو/تریو/اسکرتسو» با تریویی که در سل بمل ماژور است. قدرت ریتمیک و دینامیک انفجاریِ اسکرتسو، و همچنین اِصرار شدید آن بر تکرار آکوردها و اکتاوها، آن را در سُنّتِ موومان‌های اسکرتسوی بتهوون قرار می‌دهد؛ با این حال، برخلاف بتهوون که اسکرتسوهایش مینوئه‌های تغییریافته هستند، این اسکرتسو ویژگی‌های ریتمیک تعریف‌شدهٔ بسیاری دارد که آن را به یک مازورکای دگرگون‌شده تبدیل می‌کند. این تریو که با نام پیو لنتو شناخته می‌شود، با ملودی ساده و حسی خود، کیفیتی آوازگونه دارد. پس از بازگشت اسکرتسو، یک کدا قرار دارد، که تکرار فشرده‌ای از تریو است و بنا بر این، اثر را در ماژور نسبی به پایان می‌رساند؛ دیگر آثار شوپن که به «ماژور نسبی» ختم می‌شوند عبارتند از: اسکرتسو شماره ۲ (اپوس. ۳۱) و «فانتزیا در فا مینور» (اپوس. ۴۹). آلفرد کورتو اسکرتسوی شوپن را یادآور «رقص دخترانِ خداوندِ شراب» توصیف می‌کند.

### موومان سوم
زمان: ۸ تا ۹ دقیقه

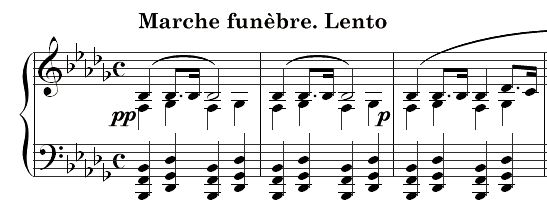
شروعِ موومانِ مارش عزا

موومان سوم، با عنوان مارش عزا، «ترکیبی آشکار از مارش خاکسپاری و تریو پاستورال» است. این موومان در سی بمل مینور و میزان‌بندی (۴/۴) با تریو در گام ماژور نسبی (ر بمل ماژور) است. تعیین تمپو (لنتو) تا پس از انتشار سونات در سال ۱۸۴۰، به قطعه اضافه نشد. این موومان با ملودی‌ای متشکل از یک سی بمل تکرارشونده برای تقریباً سه میزان، همراه با آکوردهای سی بمل ماژور (بدون سوم) و سل بمل ماژور متناوب که مانند ناقوس خاکسپاری به صدا در می‌آیند، آغاز می‌شود. این ساختار ملودیک همچنین به‌عنوان ستون فقرات تم اصلی موومان اسکرتسوی قبلی و بخشی از کدای موومان آغازین، استفاده شد. ملودی پس از «سی بملِ» تکرارشونده، همان‌طور که آلن واکر (موسیقی‌شناس انگلیسی) اشاره می‌کند، «یک واپس‌گرایی دقیق» از تم اصلیِ موومان اول است. بخش تریوی موومان که در ماژور نسبیِ گام تونیک قرار دارد، شامل یک ملودی آرام و نوکتورن‌مانند است که با نت‌های چنگ در دست چپ، همراهی می‌شود.
مارش عزا به تنهایی یکی از محبوب‌ترین ساخته‌های شوپن باقی مانده است، و به نمادی از مرگ تبدیل شده است. این قطعه به‌طور گسترده‌ای برای سازهای دیگر، به ویژه برای ارکستر، تنظیم شده است. اولین تنظیم ارکسترال شناخته‌شدهٔ این موومان توسط ناپلئون هنری ربر (آهنگساز فرانسوی، ۱۸۷۰–۱۸۰۷) انجام شد و در مراسم خاکسپاری شوپن در ۳۰ اکتبر ۱۸۴۹ در گورستان پرلاشز در پاریس، در کنار آرامگاه او نواخته شد. هنری وود (رهبر ارکستر انگلیسی)، دو ارکستراسیون از مارش عزا انجام داد که اولین آن بین سال‌های ۱۸۹۵ تا ۱۹۰۴، در چهار نوبت توسط ارکستر «بی‌بی‌سی پرامز» اجرا شد. برای شب اول کنسرت‌های ۱۹۰۷ «بی‌بی‌سی پرامز» در ۱۷ آگوست ۱۹۰۷، هنری وود نسخه جدیدی را که دو روز قبل از مرگ نوازنده مشهور ویولن، یوزف یواخیم نوشته بود، رهبری کرد. در سال ۱۹۳۳، ادوارد الگار مارش عزا را برای ارکستر کامل تنظیم کرد؛ اولین اجرای آن در کنسرت یادبود خودش در سال بعد بود. همچنین توسط رهبر ارکستر، لئوپولد استوکوفسکی برای ارکستر بزرگ تنظیم شد و این نسخه برای اولین بار توسط ماتیاس بامرت (رهبر ارکستر سوئیسی) ضبط شد.
اگرچه این موومان در ابتدا با عنوان مارش عزا منتشر شد، اما شوپن در اصلاحات خود از اولین نسخۀ پاریس، عنوانِ آن را به «مارش» تغییر داد. علاوه بر این، هر زمان که شوپن در نامه‌هایش دربارهٔ این موومان می‌نوشت، به جای «مارش تشییع جنازه» از آن به‌عنوان «مارش» یاد می‌کرد. کالبرگ معتقد است که حذف عنوان «عزا» توسط شوپن احتمالاً به دلیل تحقیر او نسبت به برچسب‌های توصیفی از موسیقی‌اش بوده است. پس از آنکه ناشر لندنیِ او، «وِسِل و اِستیپلتون»، عناوینی غیرواقعی را به آثار شوپن، از جمله «ضیافت جهنمی» به اولین اسکرتسوی او در سی مینور (اسکرتسو شماره ۱)، اضافه کرد؛ آهنگساز در نامه‌ای به دوستش جولیان فونتانا در ۹ اکتبر ۱۸۴۱، نوشت:
حالا در مورد [کریستین رودولف وسل]، او فردی بی‌خرد و متقلب است… اگر در انتشار آثار من شکست خورده است، بدون شک به دلیل عناوین احمقانه‌ای است که او به آنها داده است، علیرغم سرزنش‌های مکرر من به [فردریک استیپلتون]، اگر به صدای روحم گوش می‌دادم، هرگز بعد از آن عناوین، چیزی بیشتر برای او نمی‌فرستادم.
در سال ۱۸۲۶، یک دهه قبل از نوشتن این موومان، شوپن یک مارش عزای دیگر در دو مینور ساخت که پس از مرگش با عنوان اپوس ۷۲، شماره ۲، منتشر شد.

### موومان چهارم
زمان: ۱ تا ۲ دقیقه
موومان چهارم یا «فینال کوتاه»، با سرعت پِرِستو و میزان‌بندی (2/2) در سی بمل مینور است. موومان دارای یک «حرکت پیوسته» در فرم دوتاییِ «نسبتاً ساده» است، که شامل آکوردهای موازی با علامتِ سوتو ووچه و لگاتو است (مشابه پرلود در می بمل مینور، اپوس ۲۸، شمارهٔ ۱۴)، و هیچ استراحتی در قطعه یا از آکورد، تا میزان پایانی، که با یک فورتیسیمو با اکتاوِ سی بمل در باس و آکورد سی بمل مینور که کُلِ قطعه را پایان می‌دهد، وجود ندارد. در این موومان، «یک کروماتیسم پیچیده با هارمونی سراسری در سه و چهار پارت، کاملاً به وسیلۀ یک خط مونوفونیکِ (یک‌صدایی) مضاعف، اجرا می‌شود»؛ به‌طور مشابه، پنج میزانی که «فوگ در لا مینور» (BWV 543) اثرِ یوهان سباستیان باخ را آغاز می‌کنند، حاکی از یک هارمونی چهاربخشی از طریق یک خط یک‌صدایی واحد هستند. موومان چهارم «احساسات پر‌اضطراب و آشفتۀ شوپن» را بیان می‌کند و به گفتۀ روبرت شومان، موومان «با لبخندِ وحشتناکِ دیو مرگ، به پایان می‌رسد». گریک اولسون (پیانیست آمریکایی) اظهار داشت که این موومان «فوق‌العاده است، زیرا او عجیب‌ترین موومانی را که در تمام عمرش نوشته، ساخته است، چیزی که واقعاً به موسیقی قرن بیستم و پسارمانتیسیسم و آتونالیته شباهت دارد». علاوه بر این، آناتول لیکین فینال را «احتمالاً مرموزترین قطعه‌ای که شوپن تا به حال نوشته است» توصیف می‌کند، و گفته می‌شود آنتون روبینشتاین اظهار داشته است که موومان چهارم «زوزهٔ باد در اطراف سنگ قبرها» است.

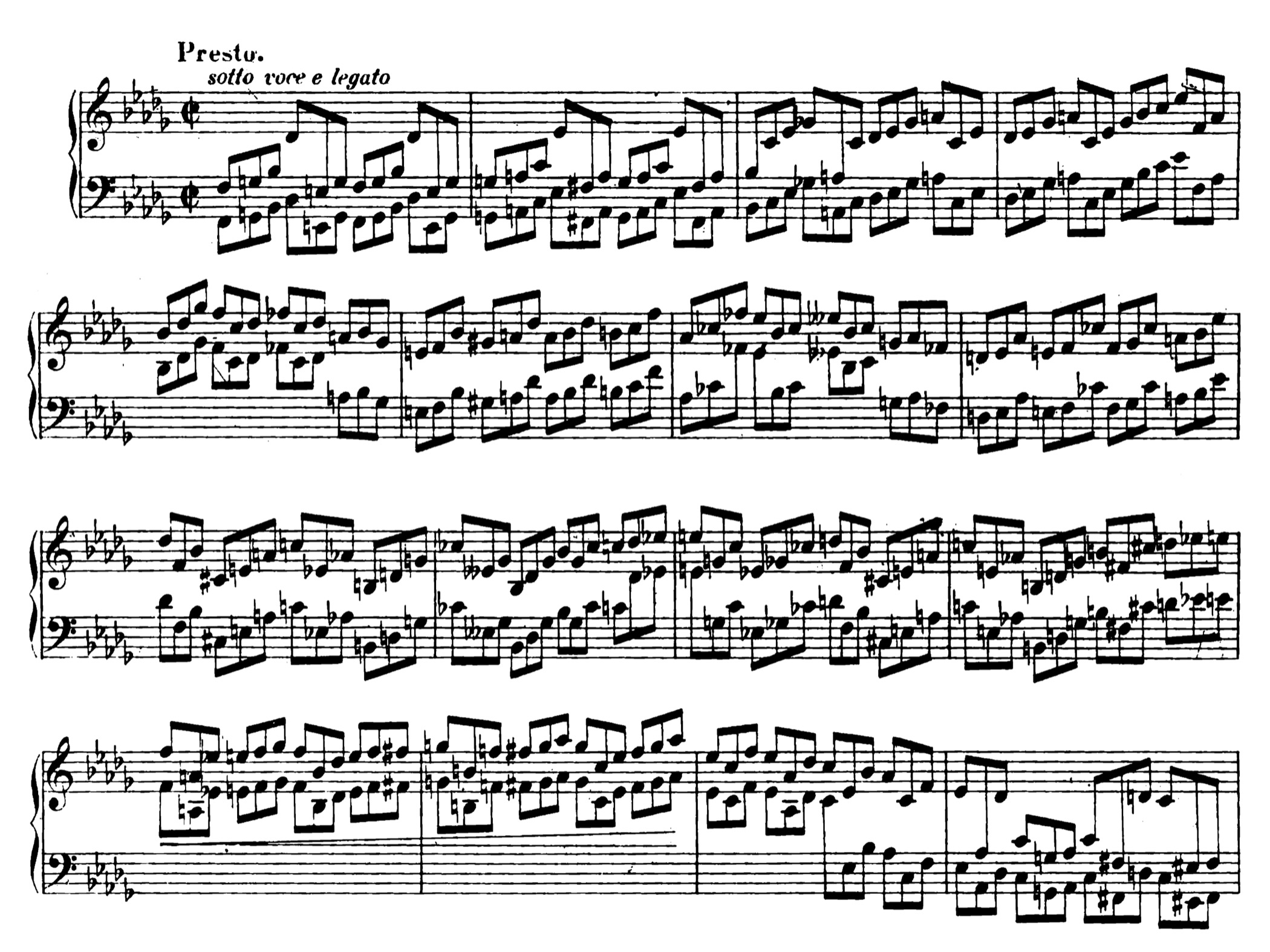
شروع فینال

شوپن که مرتباً نشانه‌های پدال پیانو را می‌نوشت، در فینال چیزی ننوشت، به جز آخرین میزان. اگرچه موریز روزنتال (شاگرد لیست و میکولی) ادعا می‌کرد که این موومان نباید با هیچ پدالی نواخته شود، مگر در مواردی که در آخرین میزان مشخص شده باشد، چارلز روزن معتقد بود که «تأثیر باد بر فراز گورها»، همان‌طور که آنتون روبینشتاین این موومان را توصیف کرده است، «عموماً با دست‌شستنِ زیاد از پدال حاصل می‌شود».

##### شباهت‌ها
سونات پیانو شماره ۲ شوپن، به پرلودی از سوئیت ویولنسل شماره ۶ در ر ماژور (BWV 1012) اثرِ باخ، اشاره دارد. موتیف تکرارشوندهٔ پرلودِ باخ به‌طور قابل‌توجهی شبیه به تم اصلیِ موومان اولِ سونات شوپن است؛ علاوه بر این، مشابه فینالِ سونات شمارهٔ ۲، پرلود باخ یک «حرکت پیوسته» با هارمونی چهاربخشی و تریوله‌های شناور در هر میزان است. همچنین در فینال، شوپن هنر دستیابی به چندصدایی از طریق یک خط یک‌صدایی با استفاده از فیگورهای آرپژ را از باخ وام گرفته است: از برخی جهات، او حتی در این زمینه از باخ نیز فراتر رفته است. شباهت دیگر، طرح سونات شوپن مستقیماً از سونات پیانو شماره ۱۲ در لا بمل ماژور، (اپوس. ۲۶)، اثرِ بتهوون پیروی می‌کند، که آن هم در چهار موومان است و شامل یک موومان آهستهٔ مارش عزا است: مانند سونات شوپن، موومان آهستهٔ مارش عزای بتهوون، پس از موومان دوم و سریعِ اسکرتسو می‌آید. شوپن معمولاً به‌عنوان آهنگساز دوره رمانتیک شناخته می‌شود که کمترین تأثیر را از بتهوون پذیرفته است؛ با این حال، طبق گزارش‌ها، اپوس ۲۶ بتهوون، سونات مورد علاقهٔ او بوده و آن را بیش از هر سونات دیگری از بتهوون، نواخته و تدریس کرده است.

## نقد و تاثیر
هستی مانند یک نوکتورن از شوپن، به زیبایی ختم نمی‌شود، بلکه مانند فینالِ سونات در سی بمل مینور، به آشفتگی ختم می‌شود.

ولادیمیر ژانکلویچ
سونات پیانو شماره ۲، معروفترین سوناتِ شوپن است. این اثر که زمانی به «ترانهٔ مرگ» نیز شهرت یافته بود، تصور می‌شود احساسات ناگوارِ شوپن را هنگامی که بیماری‌اش شدت یافته بود، توصیف می‌کند. اگرچه سونات، به سرعت در بین عموم محبوبیت پیدا کرد، اما در ابتدا منتقدان را گیج کرد، زیرا آن را فاقد انسجام و وحدت می‌دانستند و اظهار می‌داشتند که شوپن نمی‌تواند فرم سونات را به‌طور کامل درک کند. اگرچه هنوز منتقدانی بودند که در مورد جنبه‌های خاصی از سونات بسیار تعریف می‌کردند، اما اکثر نظرات انتقادی که در قرن نوزدهم و پس از انتشار اثر نوشته شد، منفی بودند، این سونات، همراه با دو سونات کاملِ دیگر شوپن، قبل از سال ۱۹۰۰ به‌طور پراکنده در لهستان و سایر کشورهای اروپایی اجرا می‌شد. با این حال، مارش عزا اغلب و به تنهایی، هم برای پیانو و هم به صورت رونویسی اجرا می‌شد. تا آغاز قرن بیستم، سونات‌های شوپن اکثراً اجرا نمی‌شدند. تفسیرهای اخیر نشان می‌دهد که این تصور که سونات از ضعف ساختاری رنج می‌برد و شوپن نمی‌تواند فرم سونات را درک کند، به آرامی در حال محو شدن است و اکنون یکی از بزرگ‌ترین سونات‌های پیانو در ادبیات موسیقی محسوب می‌شود. این سونات اکنون به‌طور منظم در برنامه‌های کنسرت حضور دارد و اغلب در مسابقات موسیقی کلاسیک، به‌ویژه مسابقه بین‌المللی پیانو شوپن اجرا می‌شود.
اولین نظرِ منفیِ جدی، توسط روبرت شومان در سال ۱۸۴۱ منتشر شد. شومان از این اثر انتقاد داشت. او سونات را «چهار نفر از دیوانه‌ترین فرزندانش زیر یک سقف» توصیف کرد و عنوانِ «سوناتا» را بوالهوسانه و کمی متکبرانه یافت. او همچنین اظهار داشت که مارش عزا «چیزی زننده دارد» و «یک آداجیو به جای آن، شاید در ر بمل، می‌توانست جلوهٔ بسیار زیباتری داشته باشد». علاوه بر این، فینال باعث ایجاد جنجال و واکنش در میان شومان و دیگر موسیقی‌دانان شد. شومان گفت که این موومان «بیشتر مسخره‌بازی است تا هر [نوع] موسیقی»، و هنگامی که از فلیکس مندلسون نظرش را در مورد آن پرسیدند، اظهار داشت: «اوه، از آن متنفرم». جیمز هونکر (منتقد آمریکایی) اظهار داشت که چهار موومان سونات «هیچ زندگی مشترکی ندارند» و این سونات «بیشتر از اینکه یک سونات باشد، دنباله‌ای از بالادها و اسکرتسوها است.» با وجود این اظهارات، او دو موومان آخر را «شاهکار» نامید و نوشت که فینال، «هیچ مشابهی در موسیقی پیانویی ندارد». به‌طور مشابه، جیمز کاتبرت هادن (نویسنده و نوازندهٔ اسکاتلندی) نوشت که «چهار موومان، به صورت جداگانه، قابل تحسین هستند، اما در کنار هم، یا سایر موارد، قرابت موضوعی کمی دارند»، وی همچنین با توصیف شومان از سونات به‌عنوان «چهار نفر از دیوانه‌ترین فرزندانش که به هم پیوسته‌اند»، موافق بود. هنری بیدو (نویسنده و منتقد فرانسوی) این اثر را «نه چندان منسجم» دانست و اظهار داشت که «شومان به نقص در آهنگسازیِ آن اشاره کرده است».
علیرغم واکنش منفی به این اثر، استقبال از خودِ «مارش عزا» عموماً مثبت بود. جیمز هادن در سال ۱۹۰۳، نوشت: «این اثر تا سر حد مرگ محبوب شده است»، وی با وجود انتقاد از کُلِ سونات، این نظر را بیان کرد که «مارش عزا واقعاً بهترین موومان در سونات است». فرانتس لیست (دوست شوپن)، اظهار داشت که «مارش عزا از چنان شیرینی نافذی برخوردار است که به سختی می‌توانیم آن را زمینی بدانیم»، و چارلز ویلبی (آهنگساز بریتانیایی) می‌گوید که «مارش عزا» با اختلاف، «زیباترین و منسجم‌ترین موومانِ این اثر است». «مارش عزا» به تنهایی همچنان یکی از محبوب‌ترین ساخته‌های شوپن است و در مراسم خاکسپاری در سراسر جهان اجرا می‌شود. این مارش علاوه بر مراسم خاکسپاریِ شوپن، در مراسم تشییع جنازهٔ جان اف کندی، وینستون چرچیل، مارگارت تاچر، الیزابت دوم، و رهبران شوروی و کمونیست مانند: لئونید برژنف، یوری آندروپوف، کنستانتین چرنینکو، یوسیپ بروز تیتو، و همچنین در مراسم تشییع‌ جنازهٔ لخ کاچینسکی (رئیس‌جمهور لهستان) و چیانگ کای‌شک (رئیس‌جمهور تایوان)، پخش شد.
سونات، عمدتاً مارش عزا، در انواع آهنگ‌های کلاسیک و غیرکلاسیک که پس از آن نوشته شده‌اند، تأثیر گذاشت. اریک ساتی در موومان دوم از قطعهٔ «رویان‌های خشک‌شده»، از «تم دومِ» مارش عزای شوپن استفاده می‌کند؛ ساتی آن را «نقل از مازورکای مشهور شوبرت» می‌داند در صورتی که چنین قطعه‌ای وجود ندارد. در موسیقی جاز نیز از مارش عزا استفادهای متعددی شده است، از جمله در آهنگ «فانتزی برنزه و مشکی» ساختهٔ دوک الینگتون؛ و ددماوس در سبک موسیقی الکترو هاوس از مارش عزا در قطعهٔ «ارواح و چیزهای دیگر» نمونه‌برداری کردند. کشتی‌گیر حرفه‌ای آندرتیکر، در «تم ورودی» خود، از مارش عزا با عنوان «حیله‌های وحشتناک»، اقتباس می‌کند. سونات شوپن، همچنین بر سرگئی راخمانینف در «سونات پیانو شماره ۲» (اپوس. ۳۶)، که آن هم در سی بمل مینور است، تأثیر گذاشت؛ راخمانینف در توضیح اینکه چرا نسخۀ جدیدی از این سونات را در سال ۱۹۳۱ تهیه کرده است، گفت: «من به آثار اولیه‌ام نگاه می‌کنم و می‌بینم که چقدر چیزهای اضافی وجود دارد. حتی در این سونات هم صداهای زیادی هم‌زمان حرکت می‌کنند و خیلی طولانی است. سونات شوپن نوزده دقیقه طول می‌کشد و همه چیز گفته شده است».

## نسخه‌ها و ضبط‌های قابل‌توجه
چندین نسخهٔ بسیار تاییدشده از «سونات پیانو شماره ۲» موجود است، به ویژه نسخه‌های «انتشارات جی. هنل» در آلمان، نسخهٔ ویرایش‌شده توسط ایگناتسی یان پادرفسکی، و «نسخهٔ ملی شوپن» ویرایش‌شده توسط یان استانیسلاو اکیِر (آهنگساز لهستانی)؛ این نسخه‌ها به صورت گسترده اجرا و ضبط شده است.
نخستین بار دو ضبط تجاری از این اثر توسط پرسی گرنجر و سرگئی راخمانینف به ترتیب در سال‌های ۱۹۲۸ و ۱۹۳۰ انجام شد. دیگر ضبط‌های تجاری نیز توسط پیانیست‌هایی مانند: آلفرد کورتو، دانیل بارنبویم، یوزف هوفمان، لئوپولد گودوفسکی، امیل گیللس، ولادیمیر هوروویتس، ویلیام کپل، ویلهلم کمپف، یوگینی کیسین، ماری پرایا، ایدیل بیرت، آرتور روبینشتاین، میتسوکو اوچیدا، خاتیا بونیاتیشویلی و بعضی از برندگان رقابت بین‌المللی نوازندگی پیانو شوپن مانند: مارتا آرخریچ و مائوریتسیو پولینی، اجرا شد.

## پی‌نوشت‌ها

### یادداشت
1. ↑  Maria Wodzińska
2. ↑  از سال ۱۹۳۷ ارتباط شوپن با ساند به‌طور جدی آغاز شد و تا ژوئیه ۱۸۳۸ آنها عاشق یکدیگر شده بودند. ساند شش سال از شوپن بزرگتر بود و دو فرزند داشت.[۱][۲][۳]
3. ↑  شوپن همچنین توانست در مایورکا، روی بالاد شماره ۲ (اپوس ۳۸)؛ دو پولونز (اپوس ۴۰)؛ و اسکرتسو شماره ۳ (اپوس ۳۹) و برخی آثار دیگر، کار کند.[۴]
4. ↑  در ۳ دسامبر ۱۸۳۸، شوپن از وضعیت بد سلامتی خود و بی‌کفایتی پزشکان مایورکا شکایت داشت و اظهار داشت: «سه پزشک مشهور جزیره مرا معاینه کرده‌اند... اولی گفت که من مرده‌ام، دومی گفت که در حال مرگ هستم و سومی گفت که قرار است بمیرم».[۵] شوپن در آغاز رابطه‌ با ژرژ ساند به بیماری سل مبتلا بود و گذراندن زمستانی سرد و مرطوب در مایورکا که در آن نمی‌توانستند محل اقامت مناسبی پیدا کنند، علائم او را تشدید کرد.[۶]
5. ↑  به فرانسوی: Marche funèbre
6. ↑  به لهستانی: Marsz żałobny
7. ↑  Jeffrey Kallberg
8. ↑  Julian Fontana
9. ↑  Tobias Haslinger
10. ↑  در واقع اپوس ۴، تا پس از مرگ شوپن منتشر نشد، اما این اثر قبلاً حکاکی‌شده و انتشارش شروع شده بود.[۱۰]
11. ↑  Andreas Xenopoulos
12. ↑  Paul Pitman
13. ↑  اگر تکرار اکسپوزیسیون به‌طور کامل حذف شود، ۵ دقیقه و اگر تکرار اکسپوزیسیون رعایت شود، ۷ دقیقه خواهد بود.
14. ↑  اصلاح‌شده به این صورت که بخش اول شاملِ تم اصلی به ری‌اکسپوزیسیون بازنمی‌گردد.
15. ↑  دو برابر سریع‌تر از قبلی که به‌عنوان یک مسیر در موسیقی استفاده می‌شود.[۱۸]
16. ↑  agitato
17. ↑  گرفتن پدال میانی پیانو با پا برای نگه‌داشتن طنین نت موسیقی.
18. ↑  سه میزان اول (۱۰۶ تا ۱۰۸) از تم اصلی آمده‌اند؛ میزان بعدی (۱۰۹) از تم فرعی؛ میزان بعدی از مقدمهٔ گراو و غیره.[۱۹]
19. ↑  Charles Rosen
20. ↑  Edward Toner Cone
21. ↑  Anatole Leikin
22. ↑  Alan Walker
23. ↑  Napoléon Henri Reber
24. ↑  BBC Proms
25. ↑  Matthias Bamert
26. ↑  شوپن علاوه بر نامهٔ ۸ اوت ۱۸۳۹ به فونتانا که در بالا ذکر شد، در نامه‌ای به خانواده‌اش در تاریخ ۸ ژوئن ۱۸۴۷، از این موومان به‌عنوان فقط یک «مارش» یاد کرد.[۴۱]
27. ↑  Wessel & Stapleton
28. ↑  Christian Rudolf Wessel
29. ↑  Frederic Stapleton
30. ↑  Perpetuum mobile
31. ↑  اصطلاحی است که برای توصیف یک فیگوراسیون با اجرای سریع و حفظ مداوم، معمولاً از نت‌هایی با طول مساوی، استفاده می‌شود.[۴۶]
32. ↑  سوتو ووچه به معنی نیمی از صدا، با سوردین.[۴۷]
33. ↑  Garrick Ohlsson
34. ↑  Moriz Rosenthal
35. ↑  نقد کامل کتبی شومان، با ترجمه انگلیسی، در اینجا موجود است.Oshry (1999), pp.  88–90
36. ↑  James Huneker
37. ↑  James Cuthbert Hadden
38. ↑  Henry Bidou
39. ↑  Embryons desséchés
40. ↑  Black and Tan Fantasy
41. ↑  Ghosts 'n' Stuff
42. ↑  G. Henle Verlag
43. ↑  Chopin National Edition
44. ↑  «نسخه ملی شوپن» یا «نسخه ملی لهستان»، یک نسخهٔ متنِ اصلی از آثار کاملِ فردریک شوپن است که با هدف ارائهٔ آثار او به شکل اصیل خود منتشر می‌شود.[۸۲]
45. ↑  Jan Stanisław Ekier

#### فارسی
- وجدانی، بهروز (۱۳۷۱). فرهنگ تفسیری موسیقی. تهران: انتشارات مترجم.
- حسنی، سعدی (۱۳۶۳). تفسیر موسیقی. ج. ۱ و ۲. تهران: انتشارات صفی‌علیشاه.

#### انگلیسی
- Boczkowska, Ewelina (2012). "Chopin's Ghosts". 19th-Century Music. 35 (3): 204–223. doi:10.1525/ncm.2012.35.3.204. JSTOR 10.1525/ncm.2012.35.3.204.
- Chechlińska, Zofia (8 December 1994). "Chopin reception in nineteenth-century Poland".  In Samson, Jim (ed.). The Cambridge Companion to Chopin. Cambridge Companions to Music (به انگلیسی). Cambridge University Press. ISBN 9781139824996.
- Chopin, Fryderyk (1962). Selected Correspondence of Fryderyk Chopin. Translated by Hedley, Arthur. Compiled by Bronisław Edward Sydow. London: Heinemann (publisher).
- Chopin, Frederic (1 January 2013).  Ekier, Jan (ed.). Sonatas, Op. 35 & 58: Chopin National Edition 10A, Vol. X (به انگلیسی) (Bilingual ed.). PWM Edition. ISBN 9781480390782.
- Ekier, Jan (1974). Introduction to the Polish National Edition of the Works of Fryderyk Chopin. Part 1. Editorial Issues (PDF). Translated by Comber, John. Warsaw: Fryderyk Chopin Institute.
- Hadden, James Cuthbert (1903). Chopin (به انگلیسی). J.M. Dent & Company.
- Hedley, Arthur (1962). Selected Correspondence Of Fryderyk Chopin. Universal Digital Library. Heinemann.
- Huneker, James (1895). "Three Sonatas (preface)".  In Mikuli, Karol (ed.). Complete Works for the Piano (به انگلیسی). G. Schirmer. pp. xiii–xiv.
- Huneker, James (1900). Chopin: The Man and His Music (به انگلیسی). C. Scribner's Sons.
- Jonson, George Charles Ashton (1905). A Handbook to Chopin's Works (به انگلیسی). Doubleday.
- Kallberg, Jeffrey (2001). "Chopin's March, Chopin's Death". 19th-Century Music. 25 (1): 3–26. doi:10.1525/ncm.2001.25.1.3. JSTOR 10.1525/ncm.2001.25.1.3.
- Karasowski, Maurycy (1879). Frederic Chopin: His Life, Letters, and Works (به انگلیسی). W. Reeves. p. 338.
- Kelley, Edgar Stillman (1913). Chopin the Composer: His Structural Art and Its Influence on Contemporaneous Music (به انگلیسی). G. Schirmer. ISBN 9781404790483.
- Kramer, Lawrence (Spring 2001). "Chopin at the Funeral: Episodes in the History of Modern Death". Journal of the American Musicological Society. 54 (1): 97–125. doi:10.1525/jams.2001.54.1.97. JSTOR 10.1525/jams.2001.54.1.97.
- Leikin, Anatole (2001). "Repeat with Caution: A Dilemma of the First Movement of Chopin's Sonata op. 35". The Musical Quarterly. 85 (3): 568–582. doi:10.1093/musqtl/85.3.568. JSTOR 3600997.
- Leikin, Anatole (8 December 1994). "The sonatas".  In Samson, Jim (ed.). The Cambridge Companion to Chopin. Cambridge Companions to Music (به انگلیسی). Cambridge University Press. ISBN 9781139824996.
- Liszt, Franz (1863). Life of Chopin (به انگلیسی). Ditson.
- McCutcheon, Mark A. (21 April 2018). The Medium Is the Monster: Canadian Adaptations of Frankenstein and the Discourse of Technology (به انگلیسی). Athabasca University Press. ISBN 9781771992244.
- Metzer, David (1997). "Shadow Play: The Spiritual in Duke Ellington's "Black and Tan Fantasy"". Black Music Research Journal. 17 (2): 137–158. doi:10.2307/779366. JSTOR 779366.
- Neuhaus, Heinrich (1993). The Art of Piano Playing (به انگلیسی). Kahn & Averill. ISBN 9781871082456.
- Oleksiak, Wojciech (23 February 2015). "Breaking It Down: Chopin's Funeral March, 3. Funeral March".
- Oshry, Jonathan (1999). Shifting Modes of Reception: Chopin's Piano Sonata in B flat minor, Opus 35 (Master of Music). Royal Northern College of Music. OCLC 441730454. Web version at www.joshry.com (2010)
- Petty, Wayne C. (Spring 1999). "Chopin and the Ghost of Beethoven". 19th-Century Music. 22 (3): 281–299. doi:10.2307/746802. JSTOR 746802.
- Potter, Caroline (13 May 2016). Erik Satie: Music, Art and Literature (به انگلیسی). Routledge. ISBN 9781317141792.
- Rosen, Charles (1995). The Romantic Generation. Cambridge, Massachusetts: Harvard University Press. ISBN 9780674779334.
- Samson, Jim (2001). "Chopin, Fryderyk Franciszek". Grove Music Online. Oxford, England: Oxford University Press. doi:10.1093/gmo/9781561592630.article.51099. ISBN 978-1-56159-263-0. (subscription or UK public library membership required)
- Willeby, Charles (1892). Frederic François Chopin (به انگلیسی). S. Low, Marston.
- Zamoyski, Adam (2010). Chopin: Prince of the Romantics. London: HarperCollins. ISBN 978-0-00-735182-4.